# 伊萊區 (莫桑比克)

伊萊區（葡萄牙語：Ile），是莫桑比克的行政區，位於該國中東部，由贊比西亞省負責管轄，首府設於伊萊，面積5,589平方公里，2007年人口292,504，人口密度每平方公里52人。